# Mikkel Rygaard
Mikkel Rygaard Jensen, född 25 december 1990, är en dansk fotbollsspelare som spelar för BK Häcken.

## Klubbkarriär

### Tidig karriär
Rygaard är född i Nykøbing Falster och började spela fotboll i Nykøbing Falster Alliancen innan han gick till Herfølge BK:s akademi 2005. Där upptäcktes Rygaard och bjöds in på provspel av engelska Championship-klubben Charlton Athletic som dessförinnan hade värvat danska Martin Christensen. Provspelet resulterade i ett tvåårskontrakt med Charlton och Rygaard började spela i klubbens U18-lag. Under sin tid i Charlton spelade Rygaard även i två träningsmatcher med A-laget.

### Återkomst till Danmark
Den 30 januari 2009 återvände Rygaard till Herfølge, trots anbud om spel i tjeckiska Sparta Prag. Den 3 december 2009 meddelades det att hans kontrakt inte skulle förlängas och att han skulle leta efter en ny klubb under vintertransferfönstret. Efter att inte lyckats hitta en ny klubb, lämnade han i mars 2010 klubben genom en ömsesidig överenskommelse.
Efter att kontraktet brutits började Rygaard spela för amatörklubben B.1921. Efter att gjort 13 mål på 12 matcher för B.1921, skrev Rygaard på ett tvåårskontrakt med sin moderklubb Lolland Falster Alliancen, som spelade i 2. division. Sommaren 2012 värvades Rygaard av Næstved BK. Han blev utsedd till "Årets spelare i 2. division" 2014 för sina insatser under året. Rygaard spelade för klubben i tre och ett halvt år och gjorde 38 mål på 115 framträdanden.

### Lyngby
Næstved hade till säsongen 2015/2016 blivit uppflyttade till 1. division och Rygaards insatser där resulterade i intresse från andra klubbar. Den 26 januari 2016 värvades han sedermera av ligakonkurrenten Lyngby BK. Det blev ett lyckat första år i Lyngby för Rygaard som blev utsedd till "Årets spelare i 1. division" 2016 och som hjälpte klubben att bli uppflyttade till Superligaen. Följande säsong lyckades Lyngby med att ta en överraskande tredje plats i seriespelet, vilket kvalificerade dem för spel i nästkommande års Europa League. 
Rygaard gjorde sin Europa League-debut i den första kvalomgången av Europa League 2017/2018 mot walesiska Bangor City, där han spelade från start på mittfältet men blev utbytt i halvlek. Efter att ha slagit ut Bangor City med totalt 4–0 i ett dubbelmöte gick Lyngby vidare till den andra kvalomgången. Där mötte de slovakiska Slovan Bratislava och Rygaard gjorde ett mål på straff i det andra mötet, vilket hjälpte Lyngby vidare till den tredje kvalomgången. Väl där blev Lyngby utslagna med totalt 5–2 mot ryska FK Krasnodar. Säsongen 2017/2018 kämpade Lyngby mot nedflyttning och hade ekonomiska problem, vilket ledde till att Rygaard lämnade klubben i februari 2018 efter att inte fått sin lön i januari.

### Nordsjælland
Den 12 februari 2018 värvades Rygaard av Nordsjælland, där han skrev på ett 3,5-årskontrakt. Fyra dagar senare debuterade och gjorde det andra målet i en 2–1-hemmavinst över OB i Superligaen.
Nordsjælland slutade på tredje plats i Superligaen 2017/2018 och kvalificerade sig därmed för spel i Europa League. För andra gången i sin karriär var Rygaard med om att ta sig till den tredje kvalomgången; detta efter vinster mot nordirländska Cliftonville och svenska AIK i de första kvalomgångarna. Denna gång stod dock serbiska Partizan i vägen för avancemang då det totalt blev en 5–2-förlust i dubbelmötet för Nordsjælland.
Rygaard blev under sina tre år i Nordsjælland en nyckelspelare i klubben och han gjorde totalt 13 mål och 19 assist på 97 matcher matcher.

### ŁKS Łódź
Den 25 december 2020, på sin 30-årsdag, skrev Rygaard på ett 3,5-årskontrakt med polska 1. liga-klubben ŁKS Łódź. Han anslöt till laget i januari 2021.

### BK Häcken
Inför säsongen 2022 värvades Rygaard av BK Häcken, där han skrev på ett tvåårskontrakt. Rygaard tävlingsdebuterade den 20 februari 2022 i en 13–0-seger över Ytterhogdals IK i Svenska cupen. Han gjorde sin allsvenska debut den 2 april, i premiäromgången 2022, som startspelare i en 4–2-vinst över AIK. Den 9 maj gjorde Rygaard sitt första mål i en 2–1-seger över IFK Värnamo. Under säsongen 2022 spelade han totalt 28 matcher och gjorde 11 mål samt fyra assist då BK Häcken vann sitt första SM-guld. Efter säsongen blev Rygaard utsedd till "Årets mittfältare" i Allsvenskans stora pris. I februari 2023 förlängde han sitt kontrakt i BK Häcken fram över säsongen 2024.

## Landslagskarriär
Rygaard spelade mellan 2008 och 2009 för Danmarks U18, U19 samt U20-landslag.

## Meriter
BK Häcken
- Svensk mästare: 2022
- Svensk Cupmästare 2023

Individuellt
- Allsvenskans stora pris: Årets mittfältare 2022